# دیفنسین
دیفنسین‌ها (انگلیسی: Defensins) پروتین‌های کوچک کاتیونی سرشار از سیستئین هستند که در سلول‌های بسیاری از جانداران همچون مهره‌داران، بی‌مهرگان، گیاهان و قارچ‌ها یافت می‌شوند. این مولکول‌ها، پپتیدهای ضد میکروبی هستند که برخی اثرات ضدِ میکروبی مستقیم دارند و برخی دیگر نقش پیام‌دهنده به دستگاه ایمنی را ایفا می‌کنند و برخی دیگر هر دو خاصیت را دارا هستند. دیفنسین‌ها علیه باکتری‌ها، قارچ‌ها و ویروس‌های غلاف‌دار و بدون غلاف کارایی دارند و طول آنها به‌طور معمول، ۱۸ تا ۴۵ اسید آمینه است و ۳ تا ۴ پیوند دی‌سولفیدی به‌شدت محافظت‌شده دارند.
در حیوانات، دیفنسین‌ها توسط سلول‌های دستگاه ایمنی ذاتی و بافت پوششی تولید می‌شوند؛ حال آنکه در گیاهان و قارچ‌ها، بافت‌های مختلفی آنها را می‌سازند. هر موجود زنده‌ای معمولاً انواع گوناگونی از دیفنسین‌ها را تولید می‌کند که برخی را در درون سلول ذخیره و انبار می‌کند (مثلاً در نوتروفیل‌ها جهت کشتن باکتری‌های بلعیده‌شده توسط آنها) و برخی دیگر را به بیرون سلول ترشح می‌کنند. دیفنسین‌هایی که خاصیت میکروب‌کشی مستقیم دارند، این کار را با روش‌های گوناگونی همچون از هم گسیختن دیوارهٔ میکروبی یا غشای سلولی و اختلال در ساخت‌وساز آنان انجام می‌دهند.
واژهٔ «دیفنسین» در میانهٔ دههٔ ۱۹۸۰ میلادی برای این مولکول‌ها برگزیده شد و تا پیش از ان از نام‌های پراکنده‌ای همچون «پروتئین‌های میکروب‌کش کاتیونی»، «پپتیدهای نوتروفیل»، «تیونین‌های گاما» و غیره برای نامیدن آنها استفاده می‌شد.
پروتئین‌هایی که «دیفنسین» نامیده می‌شوند، از لحاظ تکاملی ارتباطی به هم ندارند و به دو اَبَرخانوادهٔ بسیار متنوع که هریک شامل چندین خانواده پروتئینی است تقسیم می‌شوند. یک اَبَرخانواده «ترانس-دیفنسین» نام دارد که شامل دیفنسین‌های انسان و سایر مهره‌داران و همچنین برخی بی‌مهرگان می‌شود. اَبَرخانوادهٔ دیگر که «سیس-دیفنسین» نام دارد، دیفنسین‌های بی‌مهرگان، گیاهان و قارچ‌ها را در بر می‌گیرد.
اَبَرخانواده‌ها و خانواده‌های دیفنسین را از طریق ساختار سوم آنها شناسایی می‌کنند و هریک معمولاً انواعی از پیوندهای خاص دی‌سولفیدی محافظت‌شده را دارا هستند. تمامی دیفنسین‌ها ساختار چین‌خوردهٔ منسجم و کوچکی با بار الکتریکی مثبت قوی و پایدار دارند که علت آن حضور چندین پیوند دی‌سولفیدی است. در تمامی خانواده‌ها، ژن‌های سازندهٔ دیفنسین‌ها، دارای چندریختی فراوان هستند.